# 美郷町立美郷北学園
美郷町立美郷北学園（みさとちょうりつみさときたがくえん）は、宮崎県東臼杵郡美郷町北郷宇納間にある公立幼小中一貫校である。美郷町立北郷幼稚園と美郷町立美郷北義務教育学校から構成される。

## 沿革
- 2015年（平成27年）4月1日 - 美郷町立北郷中学校、美郷町立北郷小学校、美郷町立黒木小学校及び美郷町立北郷幼稚園が統合の上、「美郷町立美郷北学園」として開校。
- 2021年（令和3年）4月1日 - 美郷町立北郷小学校と美郷町立北郷中学校と統合し、美郷町立美郷北義務教育学校が開校[3]

## 概要(2016年5月現在)
- 生徒数89名
- 学級数8個(複式学級を含む)
- 職員数24名

## 学区
- 美郷町北郷区(旧黒木小学校、北郷幼稚園、美郷町立美郷北義務教育学校の校区)

黒木地区にはスクールバスが出ている

## 最寄りの交通機関
- 宮崎交通バス宇納間線 北郷小学校前バス停より徒歩2分。

## 行事
※2016年5月現在
- 運動会
- 北郷フェスティバル(旧学習発表会)
- 宇納間保育園との交流活動
- 修学旅行
- 沖縄県豊見城市との姉妹都市交流

## 生徒会活動・部活動など
- 男子ソフトテニス部
- 女子ソフトテニス部
- 女子バレーボール部
- 陸上部

## 著名な関係者
- 廣島日出国